# فودگم
فودگم (به هلندی: Foudgum) یک منطقهٔ مسکونی در هلند است که در دونگرادیل واقع شده‌است. فودگم ۷۲ نفر جمعیت دارد.